# Robert VII. (Béthune)
Robert VII. de Béthune († November 1248 auf Sardinien) war ein französischer Adliger des im Artois beheimateten Hauses Béthune. Er war ein jüngerer Sohn des Sire Guillaume II. de Béthune († 1214) und der Mathilde de Dendermonde.
Da sein älterer Bruder Daniel († 1226) als Erbe des Vaters galt, hatte Robert auf kein größeres Erbe zu hoffen, er wurde daher Ritter im Gefolge des Grafen Ferrand von Flandern. Das Haus Béthune gehörte zum einflussreichsten Adel des Artois, ein ehemals flämisches Lehen, welches aber nach wechselvollem Streit an den Sohn der Isabella von Hennegau, den französischen Kronprinzen Ludwig VIII., abgetreten werden musste. Graf Balduin IX. von Flandern hatte dies einst im Vertrag von Péronne (1198) anerkannt, allerdings verfolgte dessen Schwiegersohn, Graf Ferrand, eine Politik zur Rückgewinnung des Artois, womit er sich gegen das französische Königshaus stellte. Im Spannungsfeld dieser Mächte positionierte sich das Haus Béthune auf beiden Seiten. Während sein Vater und sein Bruder treu zu ihrem französischen Lehnsherren standen, entschied sich Robert für die Seite des Grafen von Flandern.
Im Jahr 1213 begleitete Robert den Grafen Ferrand in das Exil nach England, nachdem König Philipp II. August in Flandern einmarschiert war. Noch im selben Jahr führte er zusammen mit dem Earl of Salisbury einen erfolgreichen Angriff auf die französische Flotte im Hafen von Damme durch, womit eine drohende Invasion Englands vereitelt werden konnte. Im Folgejahr nahm er an der entscheidenden Schlacht bei Bouvines (27. Juli 1214) teil, in der allerdings König Philipp II. August den Sieg davontragen und Graf Ferrand gefangen nehmen konnte. Robert selbst wurde in der Schlacht von einem gegnerischen Ritter gefangen genommen, allerdings ließ dieser ihn umgehend wieder frei, nachdem er ihm versprochen hatte ein Lösegeld nachzuzahlen. Überliefert wurde diese Geschichte von einem anonymen Chronisten, der in Roberts Diensten stand und zwischen 1220 und 1223 eine Chronik über die französischen Könige verfasste (Chroniques des rois de France et ducs de Normandie).
Im Jahr 1226 starb Daniel de Béthune ohne eigene Kinder, womit Robert den Familienbesitz um Béthune, Richebourg und Dendermonde, sowie das erbliche Amt des advocatus der Kirche und Abtei Saint-Vaast von Arras erbte. Offensichtlich hatte er sich in den folgenden Jahren der französischen Krone angenähert, denn 1236 wird er als ein Garant des Vertrags von Péronne genannt, den er somit anerkannte. Zuvor hatte sich schon Graf Ferrand von Flandern der Krone zur Gänze unterworfen, nachdem er 1227 aus seinem Gefängnis entlassen worden war.
Aus seiner Ehe mit Elisabeth de Morialmez hatte Robert eine Tochter und Erbin, Mathilde († 1264), die im Jahr 1246 mit Gui de Dampierre († 1305) verheiratet wurde, einem Mitglied des flämischen Grafenhauses der Dampierre. Im Jahr 1248 entschloss sich Robert zur Teilnahme am Kreuzzug des Königs Ludwig IX. von Frankreich nach Ägypten (Sechster Kreuzzug). Auf seiner Schiffspassage nach Zypern erkrankte er während einer Zwischenlandung auf Sardinien und starb, sein Leichnam wurde nach Arras überführt und dort bestattet.
Da Gui de Dampierre im Jahr 1251 zum Grafen von Flandern aufgestiegen war, wurde das Béthune-Erbe durch Mathilde mit der flämischen Grafschaft verbunden. Ihr Sohn, Graf Robert III. (auch Robert de Béthune genannt), trat Béthune allerdings 1312 an die Krone Frankreichs ab.
Die Familie Béthune setzte sich in einer Nebenlinie bis heute fort, abstammend von Roberts jüngerem Bruder Guillaume de Béthune, Herr von Meulebeeke.

## Wappen

Das in der Schlacht bei Bouvines (1214) geführte Wappen.
Das auf dem sechsten Kreuzzug (1248) geführte Wappen.